# Michał Minigajło
Michał Minigajło herbu Rawicz, właściwie Minigajło  (ur. przed 1387, zm. po 1413) – bojar litewski, starosta oszmiański (1387–1398), starosta wileński (1393), starosta wieloński (1412), pierwszy kasztelan wileński (1413), adoptowany podczas unii horodelskiej (1413).
Nosił nazwisko patronimiczne Gedygołdowicz. Tytułował się mianem z Dziewieniszek.

## Życiorys

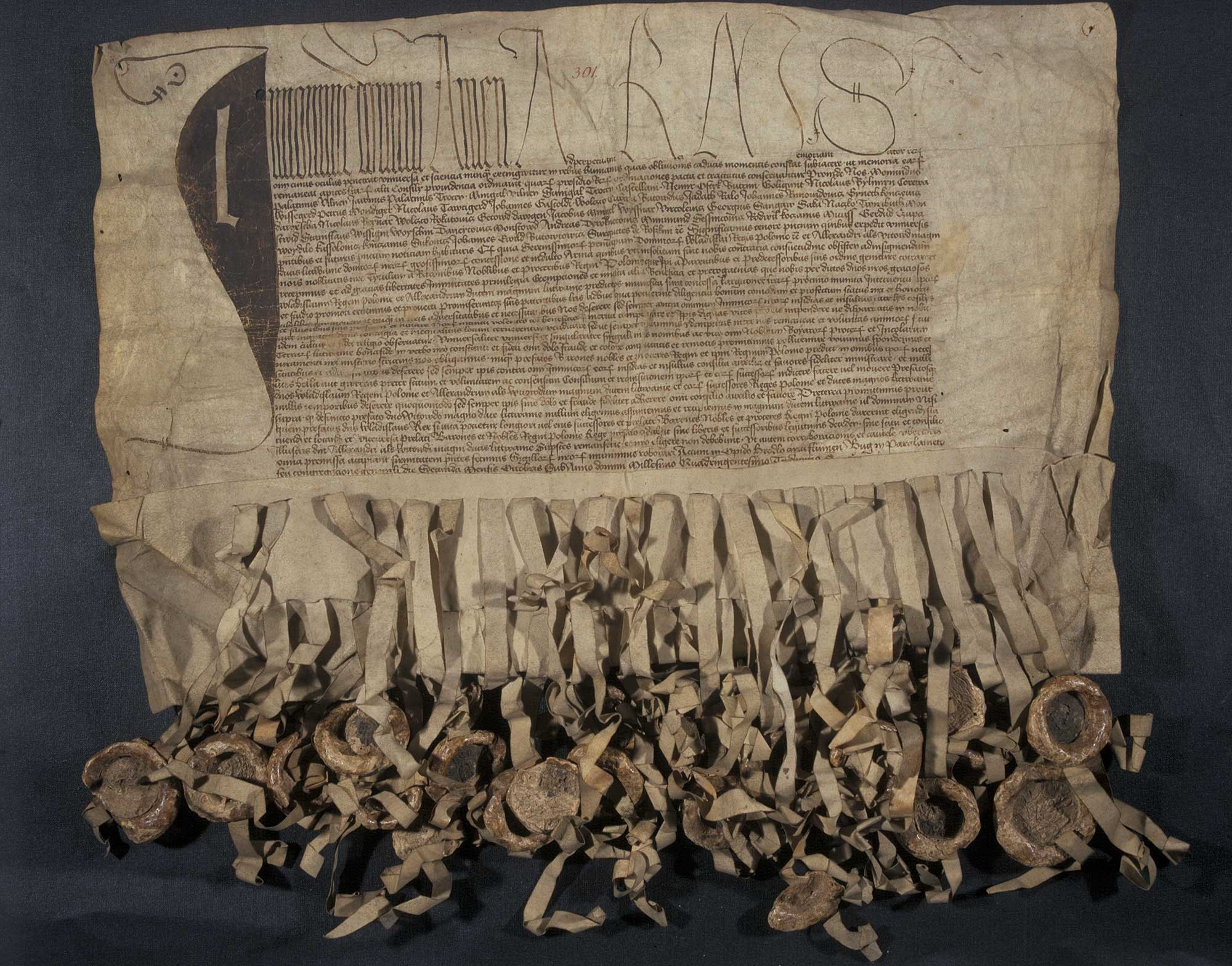
Dokument unii horodelskiej z 1413 roku z przyczepionymi pieczęciami

O Minigajle i jego rodzinie historia nie zapamiętała zbyt wielu informacji. Trudność w weryfikacji informacji polega na tym, że imię Minigajło było na Litwie dość pospolite (nosi je nawet inny bojar przyjęty podczas unii horodelskiej, tyle że do herbu Syrokomla). Imię Michał przyjął wraz z przyjęciem chrztu.
Wiemy na pewno, że po raz pierwszy wzmiankowany był w 1387 roku w charakterze starosty oszmiańskiego, który to urząd piastuje jeszcze w 1398 roku w traktacie salińskim. Przywieszona do dokumentu pieczęć Minigajły, jest niestety prawie zupełnie starta, z tego powodu nie udaje nam się poznać herbu, jakiego używał Minigajło przed unią horodelską. Pozostała tylko mała część tła zakratkowanego i zasianego różyczkami oraz kilka liter napisu otokowego:

....GAILE

Światło na temat dawnego wizerunku herbu Minigajły dał Bartosz Paprocki w Gnieździe Cnoty (1578), co w swoich dziełach powtarzają też Szymon Okolski i Wojciech Kojałowicz. Paprocki zamieścił informację, że Minigajło przed przyjęciem herbu Rawicz używał godła herbowego z wizerunkiem Łabędzia (bez związku z polskim Łabędziem). Dodał również, że Minigajło porzucił herb przyjęty w Horodle, a następnie wrócił do swego dawnego Łabędzia. Według Władysława Semkowicza, trudno jest przyjąć, aby to uczynił już sam Minigajło, gdyż on zaraz po Horodle znika ze źródeł historycznych, a owe odesłanie herbów Polakom wiąże się z zatargiem polsko-litewskim dopiero na zjeździe parczowskim z 1446 roku. Mogli to więc uczynić wówczas inni członkowie rodu Minigajły. 
Michał Minigajło wspomniany jest jako starosta wileński jedyny raz w rachunkach dworu Władysława Jagiełły, co według polskiego historyka, Władysława Semkowicza, może być błędem tego źródła. W latach późniejszych występuje bez żadnego tytułu, jednakże zawsze w otoczeniu podpisów wybitnych osobistości, świadkujących na dokumentach wielkiego księcia litewskiego – Witolda Kiejstutowicza, a nawet przed tak znacznymi panami jakimi byli Gasztołd, Moniwid i Bratosz (przodek Zenowiczów).
W 1412 roku pojawia się w dokumentach historycznych wraz z pełnionym przez niego urzędem starosty Wielony.

W 1413 roku podczas unii horodelskiej doszło do przyjęcia przez polskie rodziny szlacheckie, bojarów litewskich wyznania katolickiego (tzw. adopcja herbowa). Jednym z ważniejszych dowodów tamtego wydarzenia jest istniejący do dziś dokument, do którego przyczepione są pieczęcie z wizerunkami herbów szlacheckich.
Minigajło został wówczas adoptowany przez przedstawicieli Rawiczów, gdzie zapisany jest wraz z pełnionym przez siebie urzędem kasztelana wileńskiego. Jest to ostatnia znana nam o nim wzmianka, zapewne krótko po Horodle zmarł.

### Życie prywatne
Monigajło był synem Gedygołda, jednego z organizatorów unii w Krewie i nieznanej z imienia i nazwiska matki. 
O potomstwie Minigajły nie mamy bezpośrednich wskazówek. W połowie XV w. w źródłach historycznych występuje inny bojar tego imienia, nie możemy jednak łączyć go z rodem Michała Minigajły, nie posiadając w tym względzie innych danych oprócz identyczności samego imienia, które było używane przez wielu innych ówcześnie żyjących bojarów.
W dwóch dokumentach występuje Minigajło z bratem, niestety oba te źródła nie dochowały się w oryginale, lecz w skażonych kopiach, wskutek czego imię to w obu jest przekręcone. W akcie poręki za Bratoszę Kojlutowicza z końca XIV w. lub XV w., brat Minigajły występuje pod imieniem Surgilo, w akcie unii wileńskiej z 1401 roku; Swiwilo. Różnica między nimi dotyczy wyłącznie trzech liter środkowych. Z zestawienia obu przykazów wnosić, imię to brzmiało Surwiło (Swrwilo, Surwilo).

## Gniazdo rodowe
Gniazdo rodu Minigajły leżało w powiecie oszmiańskim. Dziewieniszki (obecnie Litwa), z których się pisał, położone są o milę na północ od Moniwidowych i Gasztołdowych Gieranon. W odległości 1 mili na wschód od Dziewieniszek leżą Surwiliszki (obecnie Białoruś), jedna z kilku osad tej nazwy na Litwie, która niewątpliwie pozostaje w związku z Surwiłem, bratem Minigajly. 
Dziewieniszki już dawniej pewnie były w posiadaniu tej rodziny i prawdopodobnie już ojciec Minigajły, Gedygołd, był ich właścicielem, w bliskim sąsiedztwie rodu Moniwida, którego brat, również Gedygołd, może zawdzięczał swe imię. Jakkolwiek zaś Minigajlo tytułuje się mianem z Dziewieniszek dopiero w 1411 roku, jednakże fakt, że przez 11 lat (1387–1398) sprawuje urząd starosty oszmiańskiego, wskazuje na to, że już wtedy siedział w tych stronach i to prawdopodobnie w Dziewieniszkach. Po śmierci Minigajły, Dziewieniszki widocznie przeszły w posiadanie Wielkiego Księcia Litewskiego, albowiem Zygmunt Kiejstutowicz nadał je w 1433 roku wraz z innymi dobrami, Janowi Gasztołdowi.